# Alzano 1909 Virescit Football Club 1995-1996
Questa pagina raccoglie le informazioni riguardanti l'Alzano 1909 Virescit Football Club nelle competizioni ufficiali della stagione 1995-1996.

## Rosa
| N. |                   | Ruolo | Calciatore                |
| -- | ----------------- | ----- | ------------------------- |
|    | Italia (bandiera) | C     | Paolo Ardenghi            |
|    | Italia (bandiera) | C     | Igor Bertoncelli          |
|    | Italia (bandiera) | C     | Fabio Bertoni             |
|    | Italia (bandiera) | C     | Marco Bolis               |
|    | Italia (bandiera) | A     | Giovanni Bonavita         |
|    | Italia (bandiera) | D     | Fabio Castellazzi         |
|    | Italia (bandiera) | D     | Roberto Dagani            |
|    | Italia (bandiera) | A     | Giacomo Ferrari           |
|    | Italia (bandiera) | A     | Alfredo Francani          |
|    | Italia (bandiera) | P     | Alessandro Guercilena (I) |

| N. |                   | Ruolo | Calciatore         |
| -- | ----------------- | ----- | ------------------ |
|    | Italia (bandiera) | C     | Armando Madonna    |
|    | Italia (bandiera) | D     | Carlo Maggioni     |
|    | Italia (bandiera) | C     | Marco Morlacchi    |
|    | Italia (bandiera) | D     | Giuseppe Mosa      |
|    | Italia (bandiera) | C     | Stefano Pagani     |
|    | Italia (bandiera) | C     | Mirco Poloni       |
|    | Italia (bandiera) | C     | Pier Angelo Zanini |
|    | Italia (bandiera) | A     | Paolo Zirafa       |
|    | Italia (bandiera) | D     | Sergio Zonca       |